# Bruno Basini
Bruno Basini (* 29. März 1933 in Montech) ist ein ehemaliger französischer Autorennfahrer.

## Karriere als Rennfahrer
Bruno Basini war zu Beginn der 1960er-Jahre im Sportwagensport aktiv. 1963 und 1964 bestritt er für René Bonnet das 24-Stunden-Rennen von Le Mans und kam beide Male nicht in die Endwertung. Auch beim 1000-km-Rennen auf dem Nürburgring sah er bei zwei Einsätzen keine Zielflagge. Die Targa Florio 1963 beendete er an der 17. Stelle der Endwertung.

## Statistik

### Le-Mans-Ergebnisse
| Jahr | Team                            | Fahrzeug             | Teamkollege      | Platzierung     | Ausfallgrund |
| ---- | ------------------------------- | -------------------- | ---------------- | --------------- | ------------ |
| 1963 | Automobiles René Bonnet         | René Bonnet Aérodjet | Robert Bouharde  | nicht klassiert |              |
| 1964 | Société Automobiles René Bonnet | René Bonnet RB5      | Roland Charrière | Ausfall         | Motorschaden |

### Einzelergebnisse in der Sportwagen-Weltmeisterschaft
| Saison | Team                                | Rennwagen                             | 1   | 2   | 3   | 4   | 5   | 6   | 7   | 8   | 9   | 10  | 11  | 12  | 13  | 14  | 15  | 16  | 17  | 18  | 19  | 20  | 21  | 22  |
| ------ | ----------------------------------- | ------------------------------------- | --- | --- | --- | --- | --- | --- | --- | --- | --- | --- | --- | --- | --- | --- | --- | --- | --- | --- | --- | --- | --- | --- |
| 1963   | René Bonnet Automobiles René Bonnet | René Bonnet Djet René Bonnet Aérodjet | DAY | SEB | SEB | TAR | SPA | MAI | NÜR | CON | ROS | LEM | MON | WIS | TAV | FRE | CCE | RTT | OVI | NÜR | MON | MON | TDF | BRI |
| 1963   | René Bonnet Automobiles René Bonnet | René Bonnet Djet René Bonnet Aérodjet |     |     |     | 17  |     |     | DNF |     |     | DNF |     |     |     |     |     |     |     |     |     |     |     |     |
| 1964   | Automobiles René Bonnet             | René Bonnet Djet René Bonnet RB5      | DAY | SEB | TAR | MON | SPA | CON | NÜR | ROS | LEM | REI | FRE | CCE | RTT | SIM | NÜR | MON | TDF | BRI | BRI | PAR |     |     |
| 1964   | Automobiles René Bonnet             | René Bonnet Djet René Bonnet RB5      |     |     |     |     |     |     | DNF |     | DNF |     |     |     |     |     |     |     |     |     |     |     |     |     |